# رود کازامانس

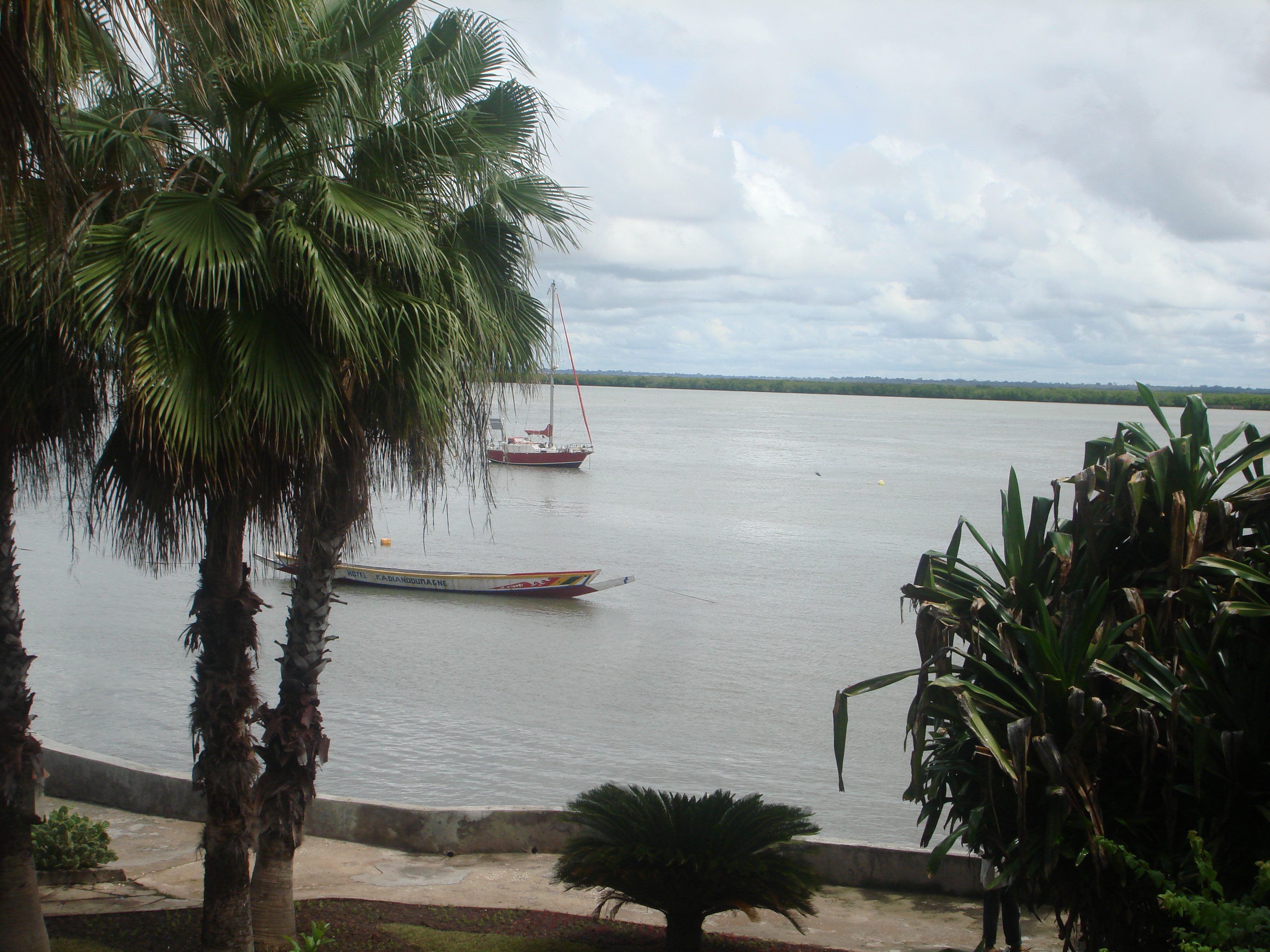
رودخانه کازامانس در زیگینچور

رودخانه کازامانس (فرانسوی: Fleuve Casamance) بیشتر مسیر خود را به سمت غرب به اقیانوس اطلس جریان می‌یابد و حدود ۲۰۰ مایل (۳۲۰ کیلومتر) طول دارد. با این حال، تنها ۸۰ مایل (۱۳۰ کیلومتر) از آن قابل کشتیرانی است. رودخانه کازامانس رودخانه اصلی کولا، سدیو و زیگینچور در بخش جنوبی سنگال است. این رودخانه بین رودخانه گامبیا در شمال و رودخانه‌های کاچو و گبا در جنوب واقع شده است.
یک پل در زیگینچور، یکی از مهم‌ترین شهرهای روی این رودخانه، وجود دارد که آن را به بیگنانا در ساحل شمالی متصل می‌کند. دیگر شهرهای مهم در ساحل این رودخانه شامل گودومپ، سدیو، دیاتاکوندا، تناف، و کولدا می‌شوند.
این رودخانه به نام کاسا مانسا، یا پادشاه پادشاهی پیش استعماری کاسا نامگذاری شده است.